# Honey Bitter
『Honey Bitter』（ハニービター）は、小花美穂による日本の漫画作品。単行本全14巻。

## 概要
- 2004年 - 『Cookie』（集英社）2月号より連載開始。
- 2006年 - 産休により1年間休載。
- 2007年 - 『Cookie』2月特大号で復帰するも、間もなく腱鞘炎の悪化により再び休載状態となり、その後は不定期に連載を行っていた。
- 2009年 - 『Cookie』1月号を最後に休載[4]。
- 2010年 - 『Cookie』1月号より連載再開[4]。『Cookie』9月号[5]と『Cookie』10月号では[6]、作者のデビュー20周年記念として「こどものおもちゃ」とのコラボレーション作品である「Deep Clear」が掲載。後に書きおろし作品の「Misty Blue」を加えた愛蔵版コミックスが発売された。
- 2015年 - 『Cookie』5月号より休載。
- 2016年 - 『Cookie』3月号より電子版のみで連載再開[2]。
- 2019年 - 『Cookie電子版』1月号にて連載終了[3]。

## あらすじ
人の心を読めてしまうという特殊な能力を持つがために、周りから気味悪がられ、身を潜めるように生きてきた珠里。そんな珠里の能力を認め、励ましてくれたのが叔母・早穂だった。早穂に勧められ、その力を活かして早穂が経営する探偵事務所で調査員として働く事になった。
自分の力を役に立てられると、前向きに生きていこうと決めた珠里だったが、そこで新入社員として紹介されたのは、高校生の頃付き合っていた虹原吏己だった。吏己との想い出は辛いことばかりで、珠里の男嫌いの原因にもなっていた。
そんな珠里の前に叔母・早穂の紹介で行ったアメリカ研修の射撃場で出会った大学生・久保陽太もバイトとして調査員として加わり、色々な事件を解決して行く。

## 登場人物

### Office S社員
音川 珠里（おとかわ しゅり）
本作の主人公。9月20日生まれ。連載開始時18歳→5巻で19歳を迎えた。美人で、陽太や他の人物達にも美人と言われている。
人の心を読める（リーディング）能力とちょっとした予知能力を持つ。その能力ゆえに両親にさえも気味悪がられていた為、身を潜めるように生きてきた。叔母の早穂に勧められ、早穂の事務所Office Sで調査員として働くことに。
高校生の頃、虹原吏己に興味を持ち付き合うが、日頃の暴力と別れの原因となったある誤解により男嫌いの原因となる。オフィスSで再会するも、何とか過去の遺恨を乗り越えようとする。
その後、裏表のない陽太に惹かれ恋仲となるものの、男嫌いのトラウマを克服出来ずにいた。が吏己と正面から話し合い全てを許す事でやっと乗り越えた。
能力や過去の境遇、経験ゆえに依頼者や事件関係者に同情して感情的な言動をとってしまうことが度々あり、それを早穂や吏己に注意されることが多い。
酒を飲むと力をコントロールできなくなる。尚、未成年ではあるが叔母に鍛えられ、そこそこ酒には強い。運転は当初劇的に下手だったが、徐々に上手くなる。
久保 陽太（くぼ ようた）
3月13日生まれ。18歳。
珠里がニューヨークで研修している時に出会った大学生（出会った当初は高校3年生）。陽気で明るく、気さくで優しい性格。珠里に一目惚れし、調べ上げた末に早穂の経営するマンションに住む。仕事に成功すれば家賃を半額にするという条件に引かれ、Office Sでアルバイトをすることになる。キックボクシングをやっていた為、多少の荒事にも対応出来る。車の免許を持っているので、良く運転手として駆り出される。
粘り強いアタックと持前の打たれ強さで無事に珠里と恋仲になる。
特技はダーツ。事務所にて遊び感覚で投げてみたところ、Bullに的中。以降、護身用小道具として持ち歩く様になり、その腕を披露している。
虹原 吏己（にじはら りき）
生年月日不明。20歳（学年は珠里の2つ上）。
Office S社員。依頼人として訪れたOffice Sで早穂と知り合い、1年後にリサーチ社で再会した。その際の吏己の対応に早穂が惚れ込み、スカウトした。珠里の高校生時代の元カレだが、珠里の男嫌いの原因を作った。珠里が心を読めない珍しい人間。
珠里には未練があり、よく珠里と言いそうになり音川と言い直していたり、珠里が怪我をしそうになったり感情的になったりすると珠里と言っている。
乳児の頃、母親（美樹）が父親（政人）を殺害し逃亡、父の遺体と共に約3週間放置され、感情の欠落した人間となった。
様々なバイトを経験しており、前の職場からOffice Sに移る際にも爪を剥がされるという「けじめ」をつけさせられている。
あまり感情を表に出さないが、珠里にレイプ未遂を行った男性3名を、当時のバイト先でもあった工事現場で散々いたぶった後に、「殺してやる」と言いながら、ショベルカーで頭だけ出した状態の生き埋めにしたことがある（殺人未遂だが、報道はされていない）。
尚、テレビはたまにニュースか時代劇くらいしか観ないらしい。
香野 早穂（こうの さほ）
生年月日、年齢ともに不明。吏己が生後9ヶ月の頃に高校生くらいだった事から、35～38歳と推測される。
珠里の母方の叔母。総合調査室（なんでもアリの探偵事務所）・Office Sの室長。元刑事だが、妙に広い人脈などがあり（元総理とも知り合い）、謎の多い人でもある。珠里曰く、刑事時代は家族にすら教えてはいけない秘密任務などをこなす超絶エリートだった模様。マンションやアパートの大家もしている資産家。御神賀の家では「ハズレもん」と呼ばれ、一族の集まりにも参加しないが、真相は謎。
酒豪で、部屋に山ほどドンペリの白が置いてある。珠里によく盗まれているが、気づいてはいないらしい。
片石（かたいし）
元プロレスラーで社員の一人。データ調査や警備向けに早穂に雇われたので、入社当初はまだ人物調査が苦手だった。
顔は強面だが、意外に繊細。ゴキブリが大の苦手で、見つけると怯えて体が細くなったりする。
田沼清子（たぬま せいこ）
パート調査員ではあるが、調査員の腕は一流。ずっと休み（名前だけはボードにあった）続けていた間に12キロ太り調査にも影響を及ぼしたが、あまり気にしている様子はなさそうに見える。現在は体型にも順応している模様。性格は大柄で、細かいことはあまり気にしないタイプ。調査犬・ルークの飼い主。
ルーク（犬）
ゴールデンレトリバーとして警察学校で訓練を受けていたが、全然ダメな犬（雑種とも）と判明し、調査犬にしようとして田沼が引き取るも、相変わらずのダメぶりを発揮している。
柳瀬（やなせ）
Office Sの社員であるが、普段はPCやシステム関連の研修でロサンゼルスに出向している。テロ事件が発生したため助っ人として一時帰国。ハッキングが得意でありコンピューター技術者としてOffice Sに在籍しているが、逮捕された経歴を持つ。超能力などといった類にはかなり否定的な姿勢を見せており、珠里の持つ能力を胡散臭く思いバカにしている。

### その他の登場人物
松島 みのり（まつしま みのり）
小学1年生の頃からの珠里の親友。珠里の力のことを知っても付き合いを続けてくれた、裏表のない子。陽太と同じ大学に通っている。
真柴（ましば）
刑事。早穂の元同僚。Office Sが犯した失敗（拳銃発砲など）を内密に処理する。早穂に長年想いを寄せており、４回告白して振られているが、次第に早穂とは相思相愛の関係となっている。
城前 マコト（じょうぜん まこと）
早穂曰く裏専の医者。Jクリニックで働いている。通称マコちゃん。元男。
御神賀 千歳（みかが ちとせ）
珠里の曾祖母。元読心能力者だが、現在は歳の為、能力は完全に消失している。珠里に能力の使い方を教えた。
御神賀 圭甫（みかが けいすけ）
大阪出身の24歳。珠里の母のハトコで読心能力者。漫画家を目指しているが、「絵はプロ級だが話がダメ」でずっと選外。
ある事件後に待望の漫画家デビューが決まり上京するも、能力と慣れない生活の為か激痩せしてしまう。
パートとして、オフィスSに出向いている。
久保 優太（くぼ ゆうた）
陽太の一番上の弟で中学1年生。生まれつき耳が聞こえない。障がい者サッカーのクラブに所属している。

### 事件関係者
YURIA（ゆりあ）
act,2（1巻）の依頼人。デビューしたばかりの実力派シンガーだが、ライブ当日の殺害予告が来たため、Office Sへガードの依頼をした。
上総野 寛文（かずさの ひろふみ）
act,5 - 8（2巻）にガードの依頼を受けた。IT関連会社「SHUグループ」代表。5歳でIQ190の天才児だが、母親の愛情に飢えていた。父・上総野幸寛が開発したロボPといつも一緒にいる。
上総野 幸寛（かずさの ゆきひろ）
享年45。前SHUグループ社長で寛文の父親。ロボPを開発した。
上総野 ジェシカ（かずさの ジェシカ）
35歳。上総野幸寛の妻にして寛文の母親。SHUの医療関連ポストにいた才女でもあるが、親としての愛情が欠如していた。
上総野 幸成（かずさの ゆきなり）
前SHU社長・上総野 幸寛の実弟。
宇仁田（うにた）
act,11 - 12（3巻）に登場。暗い性格で、常にナイフを携帯していた猟奇殺人犯（未遂）。
海部 泰樹（あまべ たいき）
act,13 - 18（3 - 4巻）に登場。PQ製薬の医学博士。レセプションでの警護を依頼される。妻と娘がいる。
竹居 歩（たけい あゆみ）
PQ製薬・医学博士の海部の秘書で、海部の警護の依頼人。
中桑（なかくわ）
娘が死んだ事を、「医療事故で海部に殺された」と誤解して逆恨みし、脅迫状を送りつけた。
海部 瑞希（あまべ みずき）
医学博士・海部泰樹の一人娘。
紫洞 雪正（しどう ゆきまさ）
アナーリオというテロリストグループのボス。海部を脅迫していた。昭和46年生まれ。
タケル
アナーリオのメンバー。海部瑞希のブログにアクセスし、瑞希に惚れさせ、計画に利用した。
篠沢 周 （しのざわ あまね）
吏己が長期で潜入調査を行っていた会社の社員で最対象者。吏己と同じく珠里が心を読めない相手。幼い頃に育児放棄をされたことが原因で感情の欠落が見られる。
篠沢 頼子 （しのざわ よりこ）
周の妻であるが相手にしてもらえず冷たい態度をとられる。珠里曰く頭の中は彼のことで一杯。

### その他
御神賀一族（みかがいちぞく）
珠里の母親、早穂らの実家でもある。昔から読心能力者の多く出ていた家系でもあり、天皇家や将軍家に仕え、当時の権力者に助言をする役として重宝された家系。世間からは「巫女」「占い師」等として認識され、上流貴族以上の財産を持っていた。読心能力者が出るのは昔から何故か一代置きという法則があり、早穂（珠里の母親）の代で二人出ているので珠里の代では出ないはずが、珠里に能力が出てしまった。故に、里では珠里が「例外」と呼ばれている。早穂の方は何故か「ハズレもん」と呼ばれているが、両者とも特に差別や侮蔑などの意味合いではない様子。
読心能力の大きなポイントは、男女ともに性ホルモンによる影響が大きいらしいが、科学的に分析したわけではないので実際の関係は解っていない。
秘薬（お酒）を飲むと、読心能力が上がる。
リサーチ社（リサーチしゃ）
裏専門の情報屋。柄が悪い。
アナーリオ
資本主義経済の転覆を目的としたテロ集団。ホテルでテロを起こしたが、珠里たちによって制圧され、リーダー紫洞を含むメンバーのほとんどが逮捕されて消滅した。しかし、残党により新しい集団が結成された。
ハンベスト
アナーリオの残党によって結成されたテロ集団。リーダーの人物は、アナーリオが起こしたテロの際に吏己によって右手を撃たれ指を数本失くしており、個人的な恨みを持っている。テーマパークにてテロを起こし、人質200人と引き換えに珠里と吏己の身柄を要求している。

## 書誌情報
- 小花美穂 『Honey Bitter』 集英社 〈りぼんマスコットコミックス クッキー〉、全14巻
  1. 2004年06月15日発売[7]、『Cookie』2004年2月号 - 5月号、ISBN 4-08-856548-7
  2. 2005年02月15日発売[8]、『Cookie』2004年8月号 - 11月号、2005年2月号、ISBN 4-08-856592-4
  3. 2005年10月14日発売[9]、『Cookie』2005年4月号 - 5月号、7月号、9月号、ISBN 4-08-856646-7
    - 分解ファイル（『Cookie』2002年12月号）

  4. 2007年06月15日発売[10]、『Cookie』2005年11月号 - 12月号、2007年2月号 - 3月号、5月号、ISBN 978-4-08-856753-2
  5. 2009年02月13日発売[11][12]、『Cookie』2008年10月号 - 2009年1月号[4]、ISBN 978-4-08-856872-0
  6. 2010年04月15日発売[13]、『Cookie』2010年1月号[4] - 4月号、ISBN 978-4-08-867052-2
  7. 2011年11月15日発売[14]、『Cookie』2011年7月号[15] - 10月号、ISBN 978-4-08-867159-8
    - Bar OBANA[16]（『Cookie』2011年2月号）

  8. 2013年04月15日発売[17]、『Cookie』2012年9月号[18] - 2013年3月号、ISBN 978-4-08-867266-3
  9. 2013年12月13日発売[19]、『Cookie』2013年5月号 - 11月号、ISBN 978-4-08-867302-8
  10. 2014年08月12日発売[20]、『Cookie』2014年1月号 - 7月号、ISBN 978-4-08-867335-6
  11. 2015年04月24日発売[21]、『Cookie』2014年9月号 - 2015年3月号[1]、ISBN 978-4-08-867369-1
  12. 2016年08月25日発売[22]、『Cookie電子版』2016年3月号[2] - 7月号、ISBN 978-4-08-867428-5
    - Bar OBANA[23]（『Cookie』2013年9月号）
    - こどものおもちゃ-なんにもない日々-[24]（『りぼん』2015年9月号）

  13. 2017年08月25日発売[25]、『Cookie電子版』2016年9月号、2017年1月号 - 9月号、ISBN 978-4-08-867472-8
  14. 2019年02月25日発売[26][27]、『Cookie電子版』2017年11月号 - 2018年5月号、2018年9月号 - 2019年1月号[3]、ISBN 978-4-08-867540-4
- 小花美穂 『Deep Clear「Honey Bitter」×「こどものおもちゃ」特別番外編』 集英社 〈愛蔵版コミックス〉、全1巻
  1. 2010年12月17日発売[28][29]、ISBN 978-4-08-782358-5